# Żamczużny
Żamczużny (biał. Жамчужны; ros. Жемчужный, Żemczużnyj) – agromiasteczko na Białorusi, w obwodzie brzeskim, w rejonie baranowickim, w sielsowiecie Żamczużny.
Powstało w czasach Związku Radzieckiego jako dzielnica mieszkalna dwóch dużych przedsiębiorstw rolnych.